# Безымянный проезд
Безымянный проезд — небольшая улица в Центральном административном округе Москвы.

## География
Безымянный проезд расположен в ЦАО г. Москвы, между Ленинским проспектом и Донской улицей.

## Описание улицы
Безымянный проезд представляет собой небольшую улицу, примыкающую к Ленинскому проспекту от улицы Донской. Проезд имеет одностороннее движение в сторону Ленинского проспекта, и в основном используется транспортом (автомобилями и электробусами маршрута т7к) для выезда на Ленинский проспект в сторону МКАД в связи с тем, что на пересечении Безымянного проезда и Ленинского проспекта установлен светофор, позволяющий сделать левый поворот.
Проезд долгое время не имел названия, в 1994 году официально получил наименование Безымянный проезд.